# Nosoderma diabolicum
Nosoderma diabolicum (с лат. — «дьявольский броненосец») — вид жуков из семейства зоферид. Встречается в западной части Северной Америки, где живёт под корой деревьев и питается грибами, растущими под ней. Нелетающий; продолжительность жизни составляет два года, и даже может достигать 7-8 лет, в то время как большинство видов жуков живут не более нескольких месяцев. Отличается особой прочностью покровов тела.

## Описание
Длина тела составляет около 2,5 см. Отличается плоской формой и более приземистым положением тела, в сравнении с многими другими жуками. Толстые, плотно скреплённые между собой надкрылья, соединённые с брюшной кутикулой сложными боковыми опорными структурами, способны выдерживать максимальную силу в 149 ньютонов или примерно 15 кг.
Наслоения чешуек разного размера, от микроскопических до различимых глазом, обеспечивают исключительную механическую прочность. Покровы тела представляют собой многослойный экзоскелет, включающий водонепроницаемую эпикутикулу, подлежащую экзокутикулу и, наконец, внутреннюю эндокутикулу. В каждой кутикуле полисахарид α-хитин соединяется с белками, образуя волокна в каждом слое. Эти волокна скручены и уложены друг на друга, образуя «спиралевидное» расположение и создавая слоистые структуры. Эта формация позволяет создавать прочные, поглощающие энергию и устойчивые конструкции. Поскольку каркас поглощает энергию, он способен отклоняться, скручиваться и останавливать распространение трещин между слоями. Утрата способности к полёту позволяет соединить твёрдые надкрылья с задними крыльями. Было обнаружено, что микроструктура экзоскелета богата белком и не содержит неорганических структур (характерных для экзоскелета ракообразных), а также содержит более толстую эндокутикулу, чем у других насекомых.
Панцирь позволяет выдерживать нагрузку в 39 тысяч раз превышающую собственный вес жука, что соответствует 40 танкам M1 «Абрамс» для человека. Причинами этого являются, во-первых, специфическое соединение между двумя половинами корпуса, обеспечивающее дополнительную прочность: оно жёсткое и выдерживает давление изгиба. Задняя часть жука не заблокирована таким же образом, что позволяет нижним половинкам скользить вдоль друг друга, обеспечивая гибкость для поглощения сжатия. Во-вторых, это соединение проходит по всей длине спины, соединяя левую и правую стороны. Выступы соединяются друг с другом как кусочки головоломки, склеиваясь белками, что способствует устойчивости к повреждениям и позволяет поглощать удары без повреждений. Защита позволяет жуку спастись от хищников, лишая большинство видов возможности сломать панцирь.
При механическом воздействии на жука сжатие не направлено в одну точку, а равномерно распределяется по всей оболочке.